# Huis ter Nieuburch

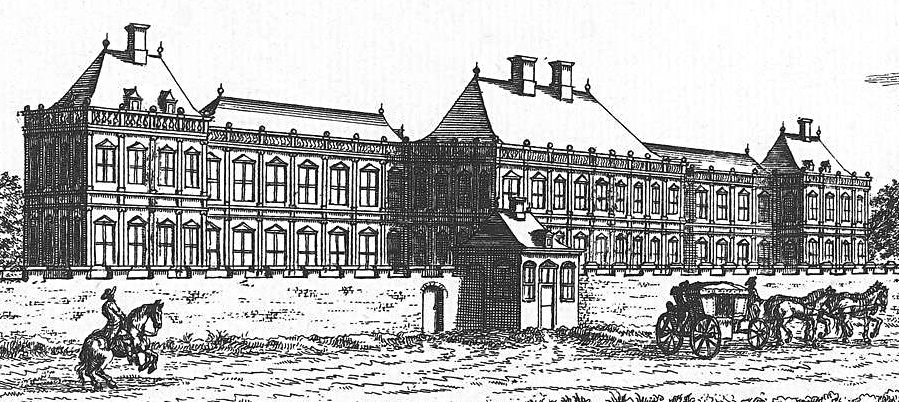
De voorzijde van Huis ter Nieuburch in 1665. (Cornelis Elandt)

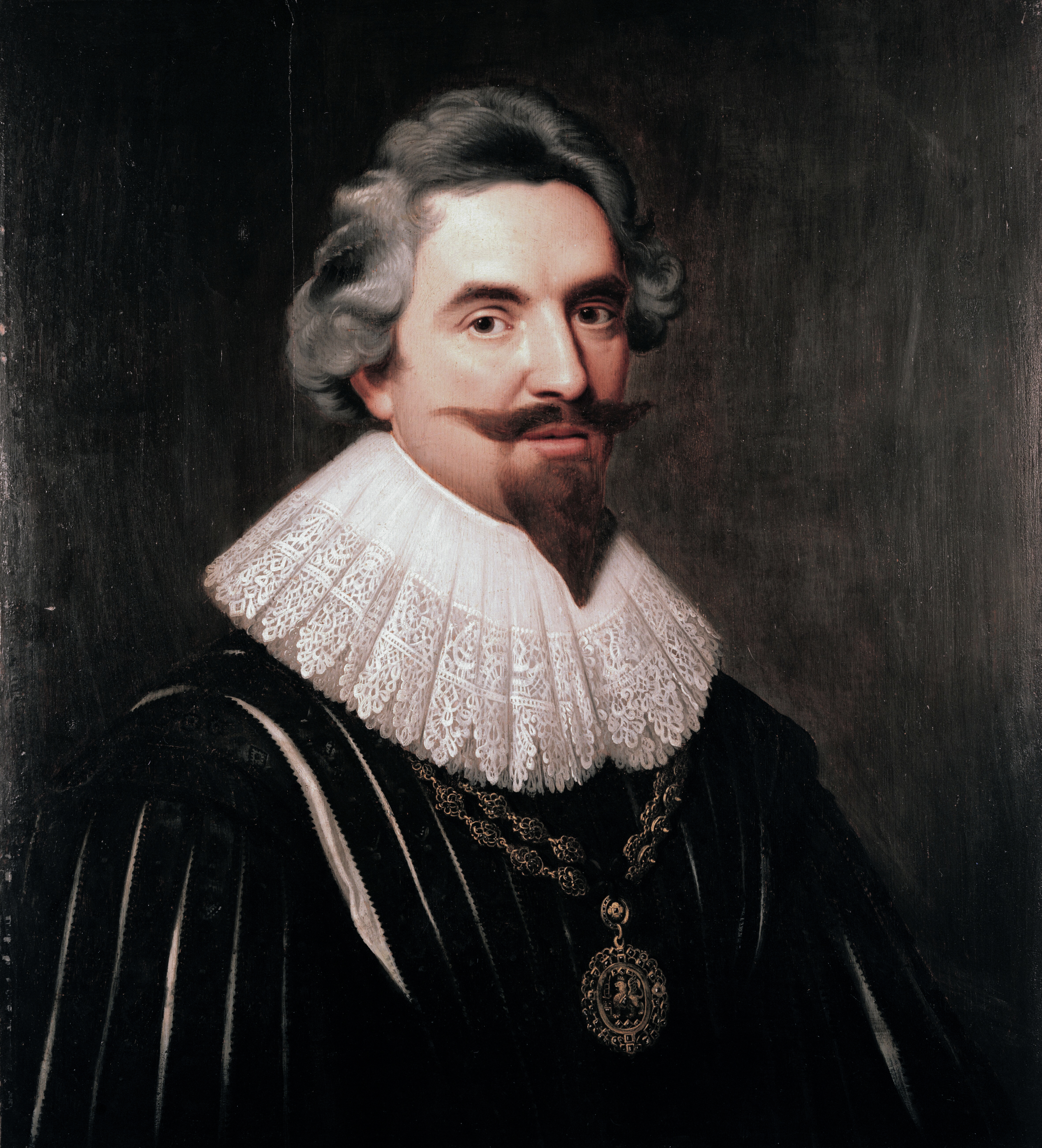
Philibert Vernatti (1590-1643) (Michiel van Mierevelt)

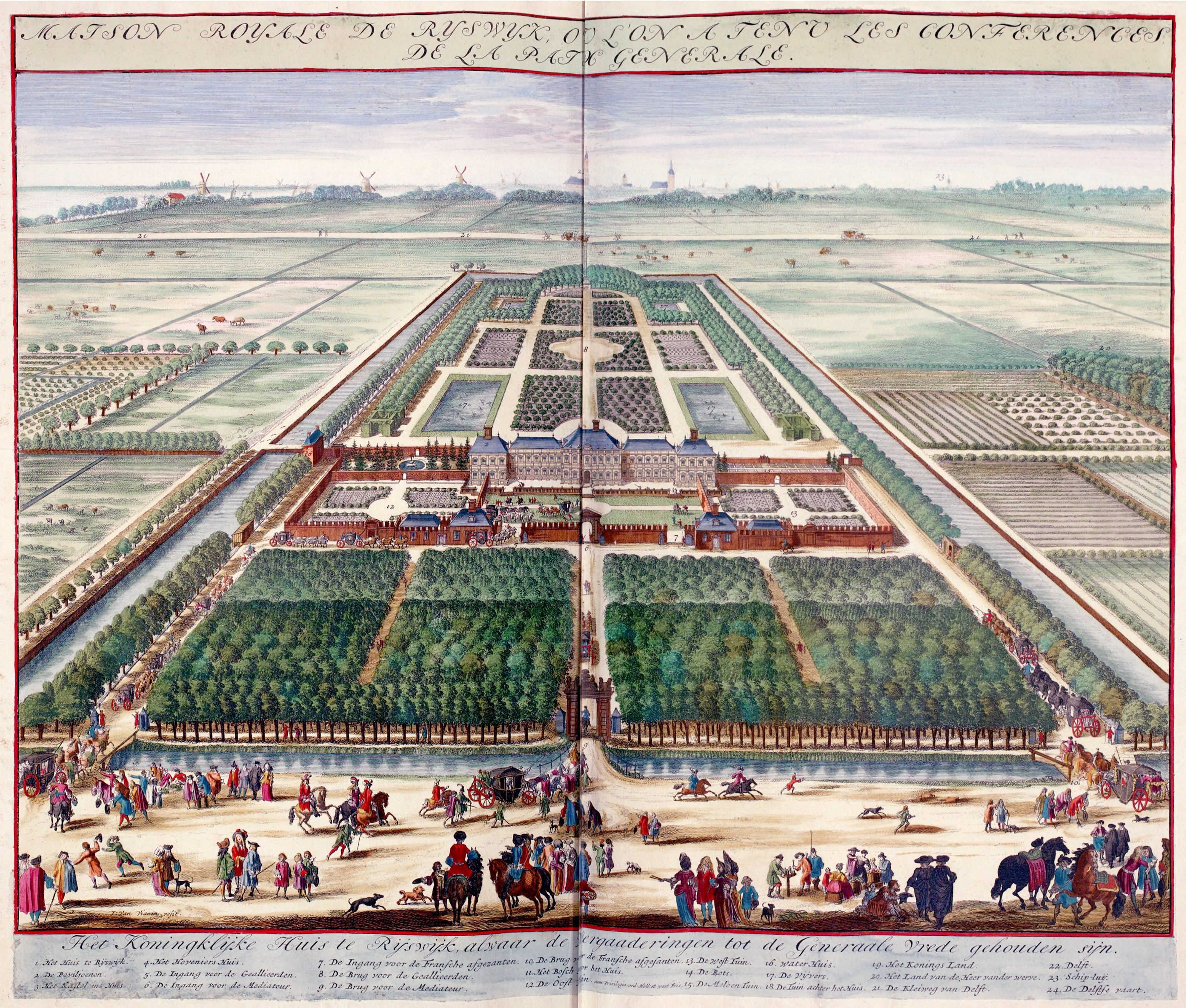
Huis ter Nieuburch (1697). Links de ingang en vleugel voor de geallieerden, rechts de ingang en vleugel voor de Fransen. De stad op de achtergrond is Delft.

Huis ter Nieuburch was een paleis dat in de Nederlandse plaats Rijswijk (Zuid-Holland) heeft gestaan. Het werd ook wel Hof te Rijswijk, Huis te Rijswijk of Huis ter Nieuwburg genoemd.

## Geschiedenis

### Oorsprong
In 1602 werd voor het eerst de naam Ter Nyeuburch gebruikt bij de verkoop aan de Rotterdamse burgemeester Barthoudt van Vlooswijck van een stuk land met een hofstede, dat tegenover het goed Den Burch lag. Van diens weduwe kocht Philibert Vernatti, een welgestelde Delftenaar, in 1624 de hofstede met 14 morgen land. Na het overlijden van zijn eerste vrouw trouwde Vernatti in 1626 opnieuw en vertrok naar Engeland. De hofstede verkocht hij in 1630 voor 30.000 gulden aan prins Frederik Hendrik. Frederik Hendrik breidde de grond uit tot een landgoed van 270 bij 600 meter, en gaf opdracht de hofstede af te breken om er een paleis te bouwen.
Met grote waarschijnlijkheid werd de Franse architect Simon de la Vallee en/of Arent van 's-Gravesande door Frederik Hendrik betrokken bij de bouw van dit hof. In 1634 werd het paleis voltooid, maar de voltooiing van de decoratie van het interieur zou nog tot 1638 duren. Toen Maria de' Medici in 1638 bij haar bezoek aan de Republiek het paleis bezocht, was het in ieder geval grotendeels af. Het ontwerp was in vergelijking met andere paleizen sober, maar ook vernieuwend. In dit Hollands classicistisch ontwerp werd namelijk voor de eerste maal de zijpaviljoens in het verlengde van het hoofdgebouw gebouwd. Nieuburch was daardoor honderd meter breed. Tot dan toe was het gebruikelijk om de zijpaviljoens haaks op het hoofdgebouw te zetten. Omdat het paleis slechts twee verdiepingen hoog was ontstond zo een indrukwekkende façade. Vernieuwend was ook de symmetrie die in het landschapsontwerp werd gebruikt. De centrale lijn in de tuin was gericht op de Nieuwe Kerk in Delft, met de grafkelder van Oranje-Nassau waar Frederik Hendriks vader Willem van Oranje en zijn halfbroer Prins Maurits rustten. De tuinelementen links en rechts van die centrale lijn waren spiegelsymmetrisch uitgevoerd. De tuin vertoonde Franse, Italiaanse en Hollandse invloeden. Frederik Hendrik bouwde behalve Huis ter Nieuburch nog twee paleizen in Den Haag en omgeving, namelijk paleis Honselaarsdijk en Paleis Huis ten Bosch. Bovendien liet hij Paleis Noordeinde ingrijpend verbouwen. Hij overleed in 1647 en had in zijn testament vastgelegd dat Huis ter Nieuburch gedurende haar hele leven door zijn vrouw, Amalia van Solms, mocht worden gebruikt. Zij woonde echter liever in Den Haag en verhuurde het paleis in 1671 aan Willem Hadriaan van Nassau-Odijk, kleinzoon van de ongetrouwd gebleven Prins Maurits. Nadat Amalia in 1675 overleed verliet Van Nassau-Odijk Ter Nieuwburg en verhuisde naar Slot Zeist. Huis ter Nieuburch stond, nadat Willem III het erfde, grotendeels leeg.

### Vrede van Rijswijk
In 1697 werd het paleis gebruikt voor de onderhandeling voor de Vrede van Rijswijk. Omdat het protocol voorschreef dat geen van de partijen zou worden voorgetrokken boven de ander, werden extra poorten in de muur gemaakt zodat er twee koetsen tegelijk naar binnen konden rijden. Voor de ambassadeurs van Frankrijk werd ten westen van de hoofdingang een doorgang in de muur gemaakt, voor de afgezanten van de bondgenoten ten oosten van de hoofdingang. De Zweedse bemiddelaar, baron Liliënroth, gebruikte de centrale hoofdingang. De Fransen kregen de westelijke vleugel van het paleis tot hun beschikking en de bondgenoten (Engeland, Spanje, Zweden, Denemarken en diverse Duitse vorsten) de oostelijke. Beide vleugels hadden hun eigen ingang via het bordes. Door de twee trappen uitkomend in het centrale gebouw, was de inrichting bijzonder geschikt voor de onderhandelingen. Na het sluiten van de vrede bleef het paleis opnieuw verlaten achter.

### Verhuur, verval en sloop
Omdat koning-stadhouder Willem III kinderloos stierf, ontstond een geschil over de erfenis. In 1714 werd het slot verhuurd aan de gebroeders Hartsoeker, die ook verantwoordelijk waren voor het onderhoud. Als gevolg van het Traktaat van Partage in 1732 kreeg Frederik Willem I van Pruisen de beschikking over het paleis. Frederik de Grote zou het paleis uit vriendschapsoverwegingen hebben afgestaan aan prins Willem IV, maar het is ook mogelijk dat er tezamen met het paleis in Honselersdijk 700.000 gulden voor is betaald. De weduwe van Willem IV verhuurde het paleis van 1753 tot 1760 aan de Russische ambassadeur Ivan Alexandrovic Golovkin, onder de voorwaarde dat die het onderhoud zou uitvoeren. In 1761 liet stadhouder Willem V nog enig onderhoudwerk verrichten, maar in 1786 werden de beide hoekpaviljoens en vleugels van het paleis wegens bouwvalligheid gesloopt.
De tuin werd verpacht aan de beheerder Hendrik Roelofs ten behoeve van groente- en fruitteelt. In 1790 bleek ook het vervallen hoofdgebouw, dat geen functie meer had, niet meer voor afbraak te behoeden. Het plafond, geschilderd door Gerard van Honthorst werd naar Paleis Noordeinde overgebracht. Op de grond van het paleis kwam het Rijswijkse Bos en in 1792 liet Willem V op de plaats van het paleis door Philip Willem Schonck de Naald van Rijswijk oprichten ter herinnering aan de Vrede van Rijswijk.
In de 160 jaar van zijn bestaan werd het paleis niet door de Oranjes bewoond en stond het behalve tijdens de kortstondige verhuurcontracten voornamelijk leeg. Toch kreeg Huis ter Nieuburch door de Vrede van Rijswijk Europese bekendheid. Het Rijswijkse Bos, zoals het landgoed nu heet, het monument en twee rechthoekige vijvers zijn de enige tastbare herinneringen aan het paleis.

## Galerij

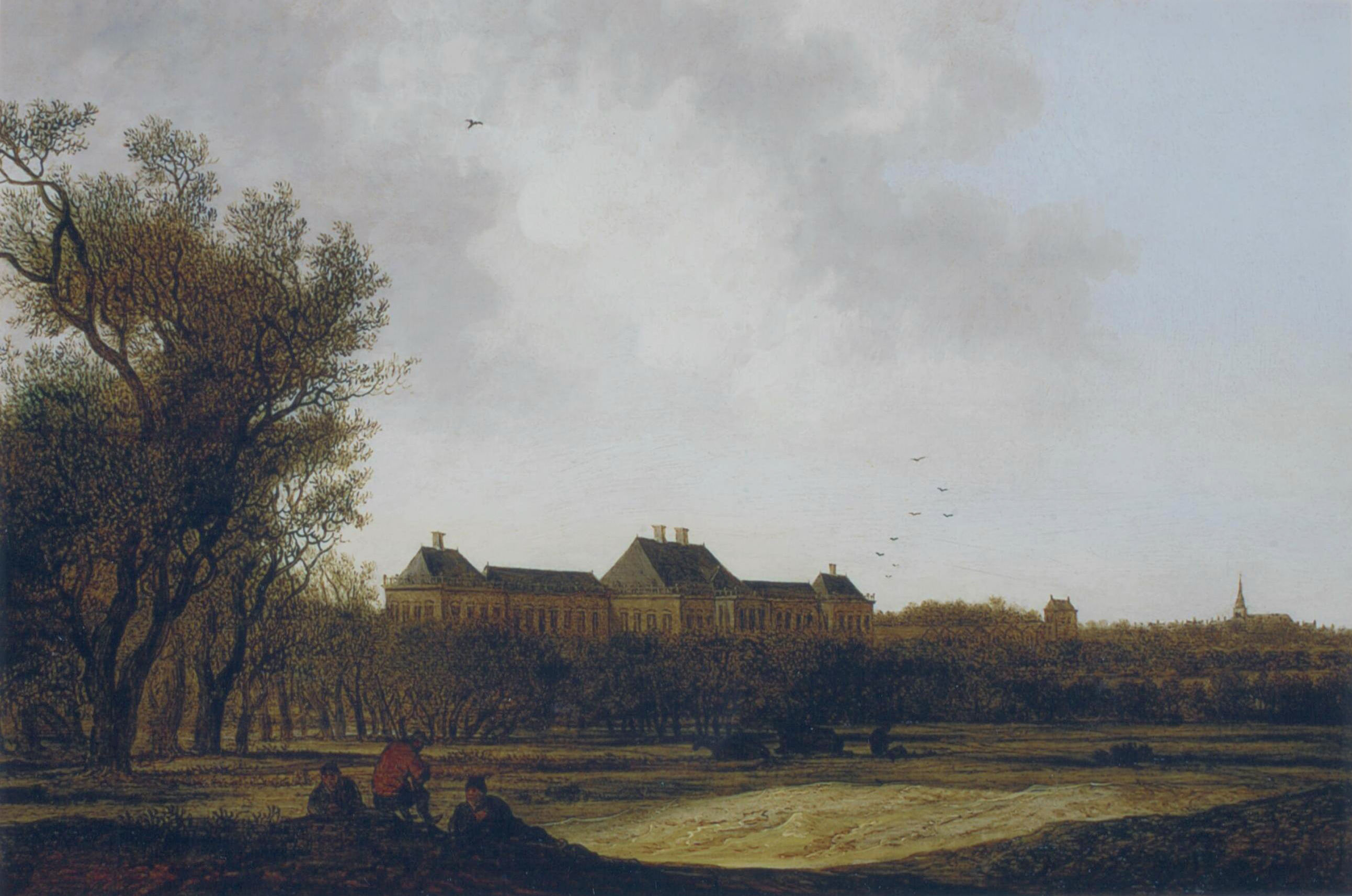
Anthonie Jansz van der Croos - Gezicht op Huis ter Nieu-burg (1661)
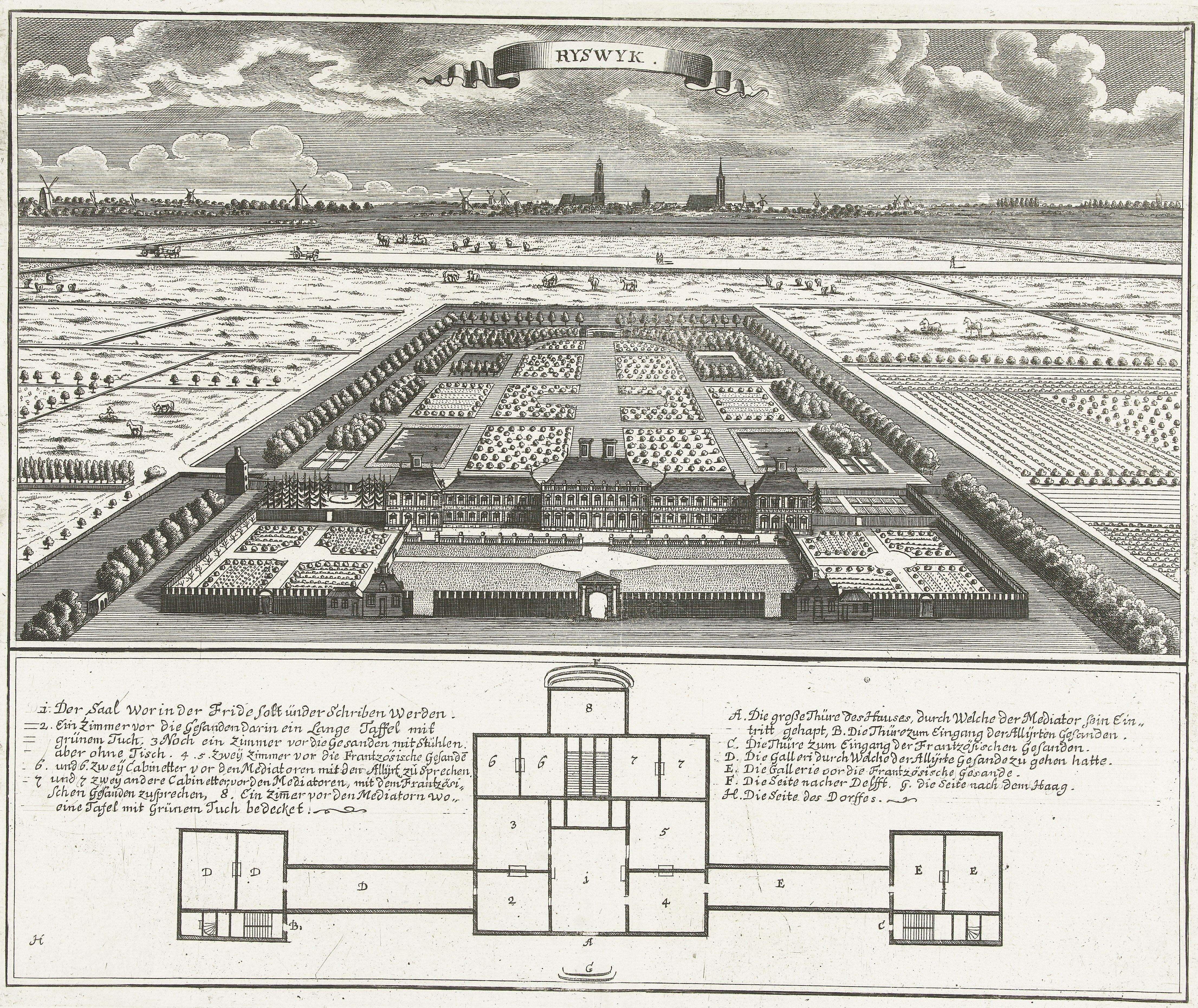
Nieuburch rond 1697
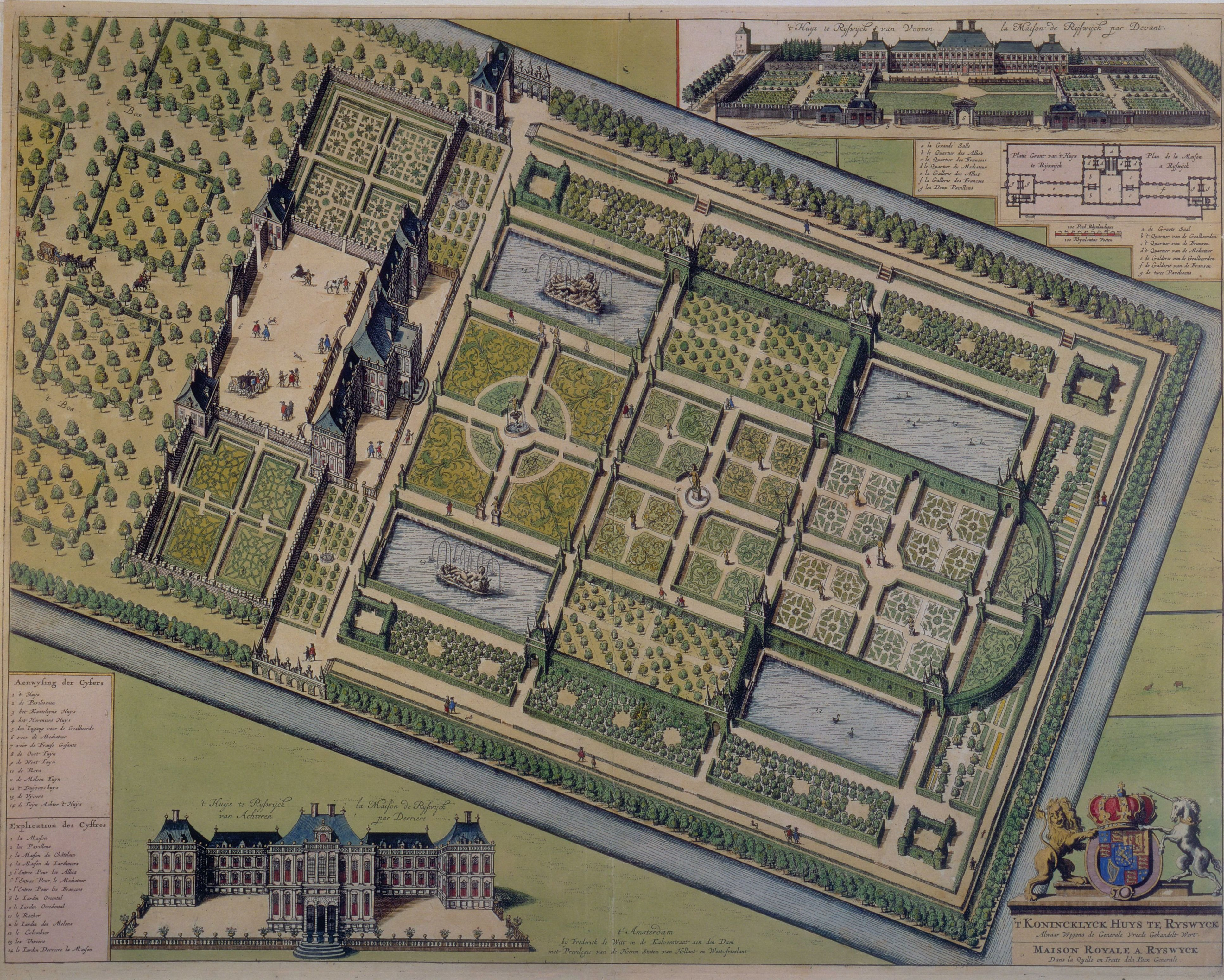
Huis ter Nieuburch eind 17e eeuw
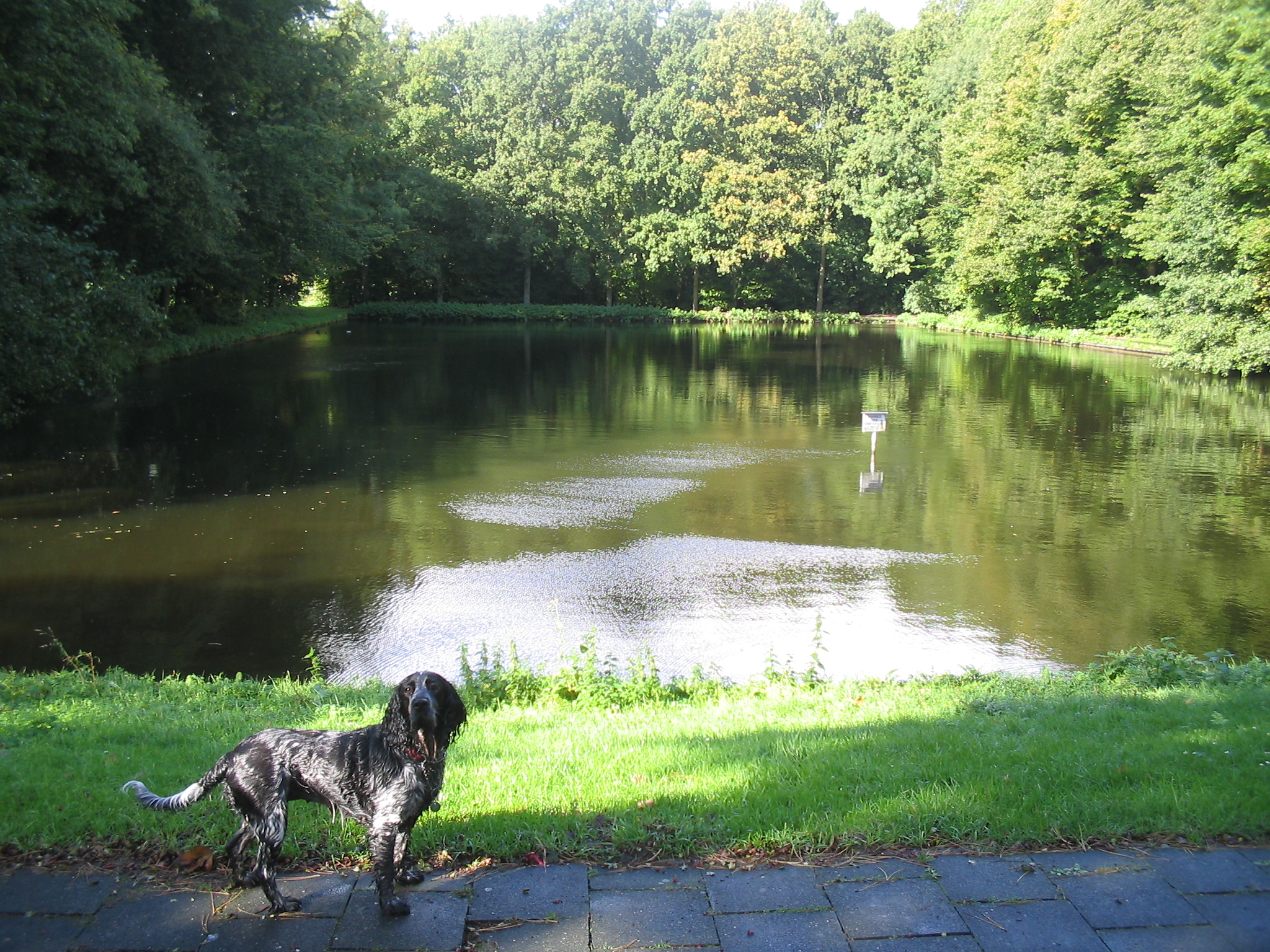
Vijver in het Rijswijkse Bos
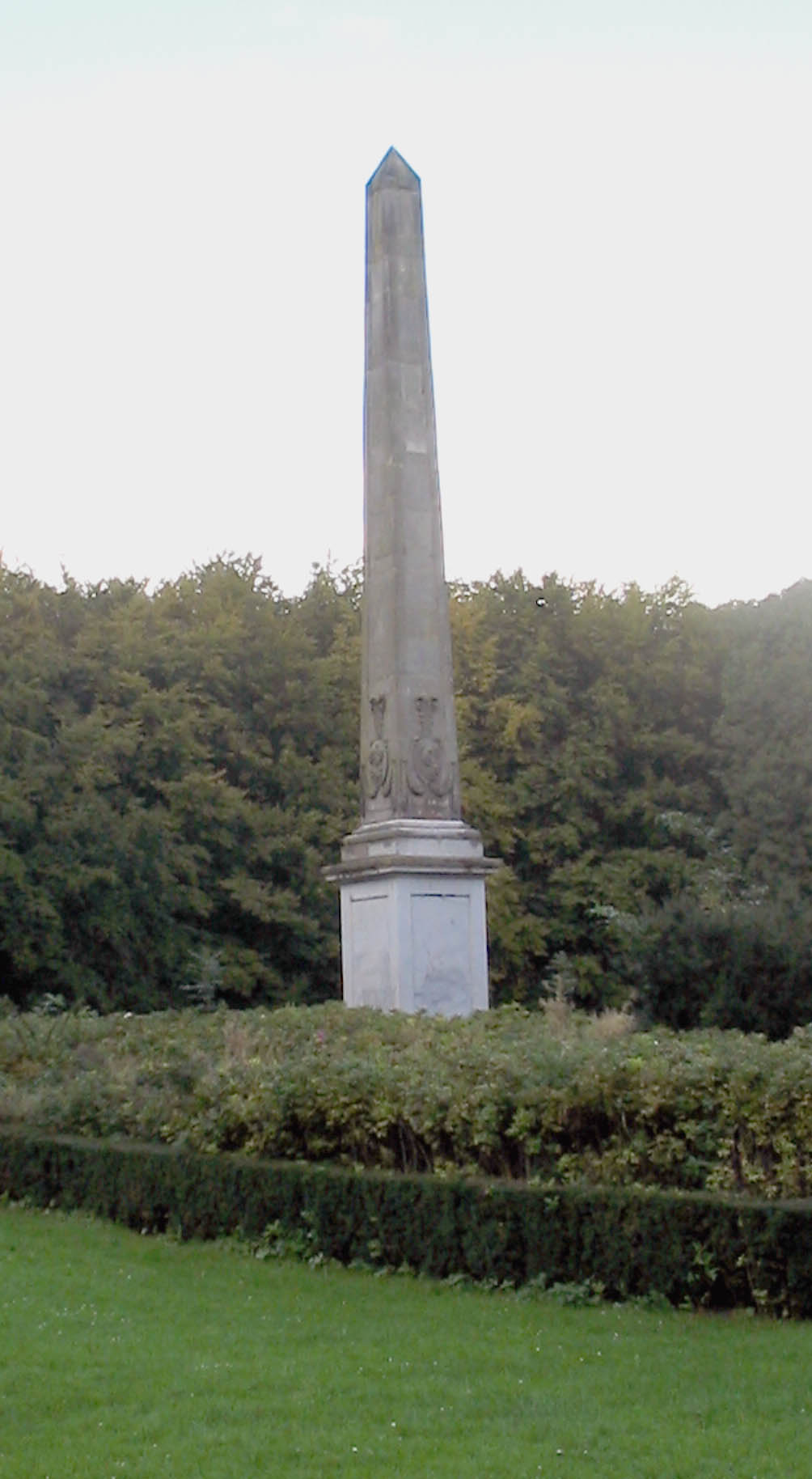
Naald van Rijswijk